# 中华人民共和国民政部
中华人民共和国民政部是中华人民共和国国务院负责社会行政事务的组成部门。民政部成立于1978年5月，前身是中华人民共和国内务部。

## 沿革

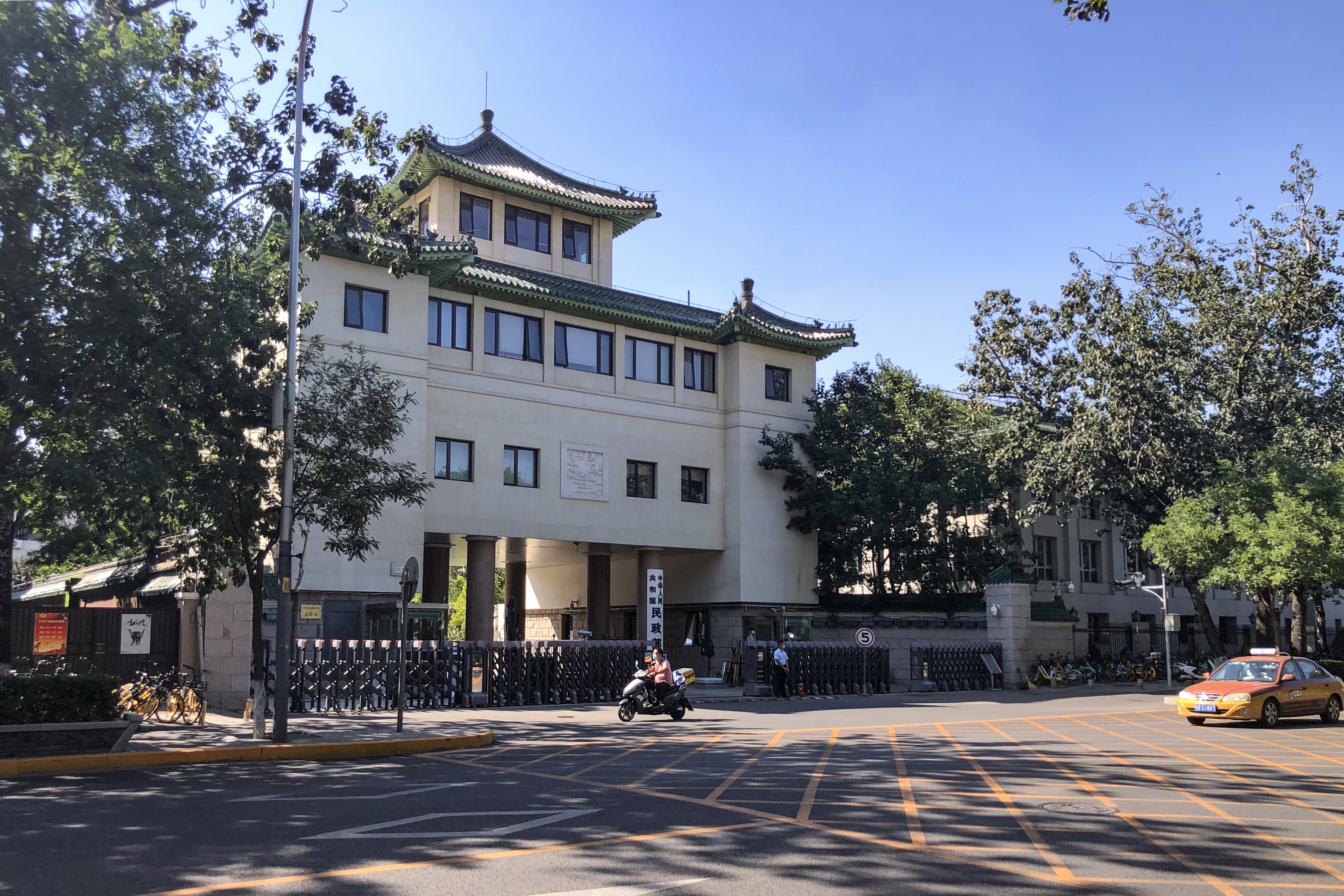
2020年，仍在北河沿大街147号办公的民政部

1949年10月，中央人民政府内务部成立。1954年9月，更名为中华人民共和国内务部。1969年12月，内务部被撤消。
1978年2月，程子华负责筹建中华人民共和国民政部。民政部党组成员、副部长由中央调配，司局长及以下干部由中央组织部、国务院政工小组调配；中央组织部、国务院政工小组推荐一部分青年干部，并准备吸收一批当年毕业的大学生；民政部人员编制200人（不包括中国盲人聋哑人协会）；原第八机械工业部办公地点分配给民政部使用。程子华出任中华人民共和国民政部首任部長兼黨组書記。1978年5月20日，民政部召开第一次党组会，并正式开始办公。1978年9月16日至27日，第七次全国民政会议在北京召开。
2018年3月17日第十三届全国人民代表大会第一次会议通过《第十三届全国人民代表大会第一次会议关于国务院机构改革方案的决定》，批准《国务院机构改革方案》。根据此方案，民政部代管的中国老龄协会改由国家卫生健康委员会代管，民政部的退役军人优抚安置职责移交至新建的退役军人事务部，民政部的救灾职责移交至新建的应急管理部，民政部的医疗救助职责移交至新建的国家医疗保障局，民政部的战略和应急储备物资收储、轮换和日常管理职责移交至新建的国家粮食和物资储备局。
2020年8月31日，根据国家发展改革委《关于全面推开行业协会商会与行政机关脱钩改革的实施意见》（发改体改〔2019〕1063号）、《关于做好全面推开全国性行业协会商会与行政机关脱钩改革工作的通知》（联组办〔2019〕2号），原由民政部主管的中国职业经理人协会等18家行业协会（商会）与民政部分离，依法直接登记、独立运行，剥离行政职能，不再设置业务主管单位。取消对其的直接财政拨款，通过政府购买服务等方式支持其发展。
2021年1月1日起，民政部机关由北京市东城区北河沿大街147号（今最高检所在地）搬迁至北京市朝阳区建国门南大街6号（北京市人大常委会办公旧址）。民政部信访接待场所地址暂时仍为北京市东城区北池子大街箭杆胡同18号。
2023年3月11日，第十四届全国人民代表大会第一次会议通过《第十四届全国人民代表大会第一次会议关于国务院机构改革方案的决定》，批准《国务院机构改革方案》。方案规定：“完善老龄工作体制。为实施积极应对人口老龄化国家战略，更好发展养老事业和养老产业，推动实现全体老年人享有基本养老服务，把国家卫生健康委员会的组织拟订并协调落实应对人口老龄化政策措施、承担全国老龄工作委员会的具体工作等职责划入民政部。全国老龄工作委员会办公室改设在民政部，强化其综合协调、督促指导、组织推进老龄事业发展职责。中国老龄协会改由民政部代管。”

## 职责
根据《民政部职能配置、内设机构和人员编制规定》，民政部承担下列职能：
1. 拟订民政事业发展法律法规草案、政策、规划，制定部门规章和标准并组织实施。
2. 拟订社会团体、基金会、社会服务机构等社会组织登记和监督管理办法并组织实施，依法对社会组织进行登记管理和执法监督。
3. 拟订社会救助政策、标准，统筹社会救助体系建设，负责城乡居民最低生活保障、特困人员救助供养、临时救助、生活无着流浪乞讨人员救助工作。
4. 拟订行政区划、行政区域界线管理和地名管理政策、标准，组织研究行政区划总体规划思路建议，按照管理权限牵头负责行政区划设立、命名、变更和政府驻地迁移等审核工作。确定、公布行政区划代码，组织指导省县级行政区域界线的勘定和管理工作，负责全国地名工作的统一监督管理，负责重要自然地理实体以及各国管辖范围外区域的地理实体、天体地理实体的命名和更名审核工作。
5. 拟订婚姻管理政策并组织实施，推进婚俗改革。
6. 拟订殡葬管理政策、服务规范并组织实施，推进殡葬改革。
7. 拟订残疾人权益保护政策，统筹推进残疾人福利制度建设和康复辅助器具产业发展。
8. 承担全国老龄工作委员会的具体工作。组织拟订并协调落实积极应对人口老龄化的政策措施。指导协调老年人权益保障工作。组织拟订老年人社会参与政策并组织实施。
9. 组织拟订并协调落实促进养老事业发展的政策措施。统筹推进、督促指导、监督管理养老服务工作，拟订养老服务体系建设规划、政策、标准并组织实施，承担老年人福利和特殊困难老年人救助工作。
10. 拟订儿童福利、孤弃儿童保障、儿童收养、儿童救助保护政策和标准，健全农村留守儿童关爱服务体系和困境儿童保障制度。
11. 组织拟订促进慈善事业发展政策，指导社会捐助工作，负责福利彩票管理工作。
12. 代管中国老龄协会。
13. 完成党中央、国务院交办的其他任务。

## 机构设置
根据《民政部职能配置、内设机构和人员编制规定》，民政部设置下列机构：

### 内设机构
- 办公厅（国际合作司）
- 政策法规司
- 规划财务司
- 社会组织管理局（社会组织执法监督局）
- 社会救助司
- 区划地名司
- 社会事务司
- 老龄工作司
- 养老服务司
- 儿童福利司
- 慈善事业促进司
- 机关党委（人事司）
- 离退休干部局

### 民政部管理的事业单位
- 中国老龄协会（代管，副部级）

### 直属事业单位
- 民政部机关服务中心（机关服务局）
- 民政部社会福利与社会进步研究所（民政部政策研究中心）
- 中国社会报社
- 中国社会出版社
- 乡镇论坛杂志社
- 中国福利彩票发行管理中心
- 民政部地名研究所
- 中国儿童福利和收养中心
- 民政部社会福利中心
- 民政部社会组织服务中心
- 中国老年报社
- 民政部信息中心
- 国家康复辅具研究中心
- 民政部档案资料馆
- 民政部一零一研究所
- 海峡两岸婚姻家庭服务中心
- 民政部低收入家庭认定指导中心

直属高等学校
- 民政职业大学

## 历任领导
| 中华人民共和国内务部部长 1. 谢觉哉（1949年10月19日－1959年4月28日） 2. 钱瑛（1959年4月28日－1960年11月19日） 3. 曾山（1960年11月19日－1970年6月） 中华人民共和国民政部部长 1. 程子华（1978年3月5日－1982年5月4日） 2. 崔乃夫（1982年5月4日－1993年3月29日） 3. 多吉才让（1993年3月29日－2003年3月17日） 4. 李学举（2003年3月17日－2010年6月25日） 5. 李立國（2010年6月25日－2016年11月6日） 6. 黄树贤（2016年11月6日－2019年10月26日） 7. 李纪恒（2019年10月26日－2022年2月28日） 8. 唐登杰（2022年2月28日－2023年12月29日） 9. 陆治原（2023年12月29日至今） | 中华人民共和国民政部副部长 …… - 胡海峰（2023年12月－） - 李常官（2024年9月－） - 刘振国（2025年4月－，兼中国老龄协会会长至2025年7月） 中央纪委国家监委驻民政部纪检监察组组长 …… - 刘春雷（2024年8月－） 中华人民共和国民政部其他党组成员 …… - 刘振国（2024年7月－2025年4月，兼中国老龄协会会长） - 孙硕鹏（2025年7月－，兼中国老龄协会会长） |